# 핸디소프트
핸디소프트(영어: HANDYSOFT)는 그룹웨어 등의 협업 소프트웨어 및 사물인터넷(IoT) 서비스 등을 개발, 공급하는 한국의 소프트웨어 개발 회사이다. 2009년 11월 1일 다산그룹의 계열사인 다산에스엠씨라는 이름으로 설립되었고, 2011년 7월 코스닥 상장 폐지되었던 핸디소프트를 인수 합병하고, 회사명을 (주)핸디소프트로 변경했다.

## 역사
다산그룹에 인수되기 전의 핸디소프트는 1991년 2월 설립되어 그룹웨어, 포털, KMS, 메신저, BPM 등 다양한 솔루션을 개발했고, 1999년 코스닥에 상장했다. 이후 무리한 해외진출 시도와 누적된 적자 및 횡령 사건 등으로 인해 어려움을 겪다가 2011년 초 상장 폐지되었다. 2011년 7월 다산그룹 계열사인 다산에스엠씨에 인수 합병된 후 경영 정상화에 성공했다. 2015년 매출은 416억원이다.

## 사업 영역
- 정보기술 컨설팅 및 시스템 통합사업
- 소프트웨어 개발 및 공급, 기술용역
- 정보통신기기, 정보통신공사
- 네트워크 통신장비
- 사물인터넷(IoT)서비스 개발 및 공급